# 山邊光宏
山邊 光宏（やまべ みつひろ、1941年12月11日 - ）は、日本の教育学者。博士（文学）（2003年、安田女子大学にて取得）。同大学名誉教授。

## 経歴・人物
山口県生まれ。旧姓・片山。1964年山口大学教育学部小学校教員養成課程を卒業。1969年広島大学大学院修士課程修了。同大学教育学部助手、1984年に安田女子大学文学部教授、2003年「シュプランガー教育学の研究 宗教思想的視座からの考察」で安田女子大学にて博士（文学）。2012年同大学定年退官し、同大学名誉教授。専門は教育哲学・思想。

## 著書
- 『人間形成の基礎理論』東信堂 1994
- 『教育の本質を求めて』東信堂 2005
- 『シュプランガー教育学の宗教思想的研究』東信堂 2006

### 翻訳
- エドゥアルト・シュプランガー『人間としての生き方を求めて 人間生活と心の教育』村田昇共訳 東信堂 1996

## 論文
- Cinii